# Bubba Watson
Gerry Lester „Bubba“ Watson, Jr. (* 5. November 1978 in Bagdad, Florida) ist ein US-amerikanischer Profigolfer der im LIV Golf spielt. Früher war er auf der PGA Tour aktiv. Er ist ein ausgesprochener Autodidakt: Nach eigenen Angaben hat er – abgesehen von Lektionen seines Vaters in früher Kindheit – niemals eine Golfstunde bei einem Trainer genommen.

## Werdegang
Von 2003 bis 2005 spielte Watson auf der zweitgereihten Nationwide Tour und qualifizierte sich ab der Saison 2006 für die große PGA TOUR. Dank einiger guter Platzierungen und Preisgelder von knapp über 1 Mio. $ hatte sich der großgewachsene Linkshänder als 90. der money list die Spielberechtigung für die nächste Saison sichern können. Bei den US Open 2007 belegte er den geteilten fünften Platz, und mit einem Saison-Preisgeld von mehr als 1,6 Mio. $ schaffte Watson problemlos den Weiterverbleib auf der PGA Tour. Im Juni 2010 gewann er sein erstes Turnier auf der PGA Tour, die Travelers Championship.
Den mit Abstand größten Erfolg seiner Karriere feierte er mit dem Sieg beim The Masters 2012. Hier konnte er sich im Playoff gegen den Südafrikaner Louis Oosthuizen durchsetzen. Watson hatte seinen Drive auf der 10 weit nach rechts abgeschlagen, während Oosthuizen im Fairway war. Jedoch erreichte Oosthuizens zweiter Schlag nicht das Grün, wohingegen Watson in der Lage war, seinen zweiten Schlag durch eine circa 30 Meter weite Biegung auf das Grün zu befördern. Nach zwei Putts hatte er Oosthuizen dann geschlagen.
2014 gewann er mit 3 Schlägen Vorsprung zum zweiten Mal nach 2012 The Masters.
2022 wechselte er zu LIV Golf.
In der Komödie Happy Gilmore 2 von 2025 spielt er sich selbst.

## Das Spiel

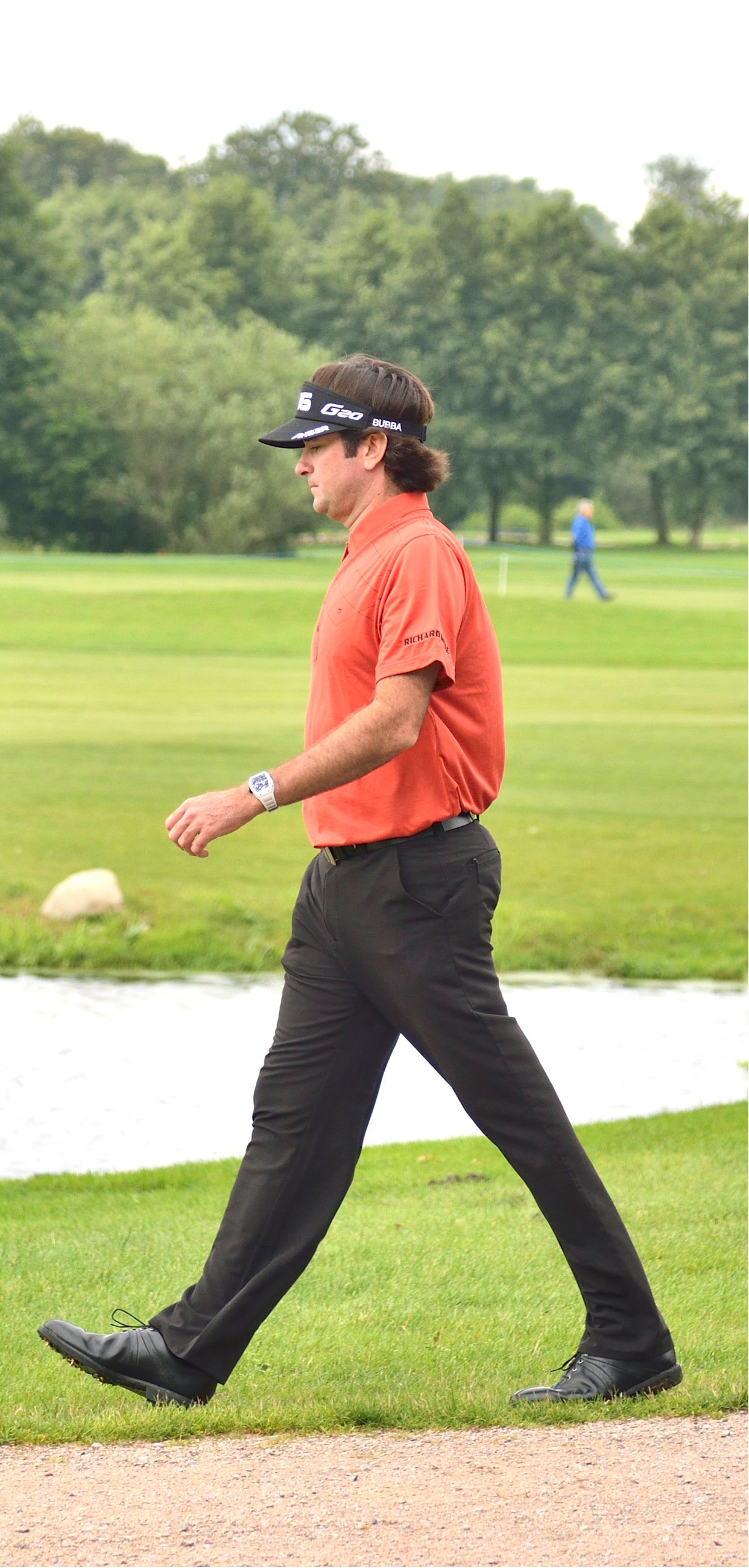
Watson 2012

Als Autodidakt hat Bubba Watson einige sehr unorthodoxe Techniken entwickelt. Am auffälligsten ist wohl sein Drive: Er holt außergewöhnlich weit aus, vor allem aber verlagert er beim Abschwung sein Gewicht nicht – wie es bei einem konventionellen Schwung für ihn als Linkshänder der Fall wäre – komplett auf das rechte Bein, sondern er hebt mit beiden Füßen gleichzeitig vom Boden ab und öffnet dabei seinen gesamten Stand (d. h., er dreht den gesamten Körper halb in Richtung Ziel). Zumindest schadet diese Technik offensichtlich nicht seiner Weite: Bubba Watson gilt als ausgesprochener Longhitter und führte z. B. die Drivestatistik der PGA Tour 2012 mit im Schnitt 315,5 yards (ca. 288,5 Meter) an. Generell auffällig ist sein sehr spektakuläres und riskantes Spiel, mit dem er sich oft in schwierige Situationen bringt, aber sich auch immer wieder aus solchen befreien kann.
Bubba Watson hat auch eine Art persönliches Markenzeichen ästhetischer Art: Er trägt seine Poloshirts stets vollständig geschlossen, also nicht, wie allgemein üblich, mit einem offenen obersten Knopf.

## Familie
Er ist mit einer früheren Profibasketballerin verheiratet. Die beiden sind Eltern eines Sohns, den sie am 26. März 2012 adoptierten.

## PGA Tour-Siege
- 2010: Travelers Championship
- 2011: Farmers Insurance Open, Zurich Classic of New Orleans
- 2012: The Masters
- 2014: Northern Trust Open, The Masters
- 2015: Travelers Championship
- 2016: Northern Trust Open
- 2018: Genesis Open, Travelers Championship

## WGC Turniersiege
- 2014: WGC-HSBC Champions
- 2018: WGC-Dell Match Play Championship

## Andere Turniersiege
- 2008: CVS Caremark Charity Classic (mit Camilo Villegas)
- 2010: Wendy’s 3-Tour Challenge (mit Dustin Johnson und Boo Weekley)
- 2015: Hero World Challenge

## Resultate bei Major Championships
| Turnier               | 2004 | 2005 | 2006 | 2007 | 2008 | 2009 | 2010 | 2011 | 2012 | 2013 | 2014 | 2015 | 2016 | 2017 | 2018 |
| --------------------- | ---- | ---- | ---- | ---- | ---- | ---- | ---- | ---- | ---- | ---- | ---- | ---- | ---- | ---- | ---- |
| The Masters           | DNP  | DNP  | DNP  | DNP  | T20  | 42   | DNP  | T38  | 1    | T50  | 1    | T38  | T37  | CUT  | T5   |
| US Open               | CUT  | DNP  | DNP  | T5   | CUT  | T18  | DNP  | T63  | CUT  | T32  | CUT  | CUT  | T51  | CUT  | CUT  |
| The Open Championship | DNP  | DNP  | DNP  | DNP  | DNP  | CUT  | CUT  | T30  | T23  | T32  | CUT  | CUT  | T39  | T27  | CUT  |
| PGA Championship      | DNP  | DNP  | DNP  | CUT  | 70   | CUT  | 2    | T26  | T11  | CUT  | T65  | T21  | T60  | CUT  | CUT  |

| Turnier               | 2019 | 2020 | 2021 | 2022 | 2023 | 2024 | 2025 |
| --------------------- | ---- | ---- | ---- | ---- | ---- | ---- | ---- |
| The Masters           | T12  | 57   | T39  | CUT  | CUT  | CUT  | T14  |
| PGA Championship      | CUT  | T71  | 80   | T39  | DNP  | DNP  | DNP  |
| US Open               | CUT  | T31  | T50  | DNP  | DNP  | DNP  | DNP  |
| The Open Championship | T51  | KT   | DNP  | DNP  | DNP  | DNP  | DNP  |

LA= Bester Amateur

DNP = nicht teilgenommen

CUT = Cut nicht geschafft

„T“ geteilte Platzierung

KT = Kein Turnier (Ausfall wegen Covid-19)

Grüner Hintergrund für Sieg

Gelber Hintergrund für Top 10.

## Teilnahmen an Mannschaftsbewerben
- Ryder Cup: 2010, 2012, 2014, 2018
- Presidents Cup: 2011 (Sieger), 2015 (Sieger)